# Kamel Daoud
Kamel Daoud ( Mesra, Mostaganem 1970 - ). Periodista i escriptor algerià francofòn. Guanyador del Premi Goncourt a la primera novel·la de l'any 2015 i del Premi Goncourt de l'any 2024 per la seva novel·la "Houris".

## Biografia
Kamel Daoud, va néixer el 17 de juny de 1970 a Mesra (wilaya de Mostaganem), a l'oest d'Algèria, en una família musulmana de parla àrab. Fill d'un gendarme i d'una dona de la burgesia terratinent de Mesra. El més gran de sis fills,  és l'únic que ha cursat estudis superiors.Quan era adolescent, va abraçar el moviment islàmic emergent durant la dècada de 1980, però es va desil·lusionar i es va oposar obertament al fervor religiós. Més tard va ser crític amb la societat algeriana contemporània i va rebutjar els principis del que considerava un nacionalisme equivocat i un islamisme que negava l'autoexpressió i la llibertat intel·lectual. Va estudiar literatura francesa després d'un batxillerat en matemàtiques.  Va aprendre la llengua francesa en solitari, en una família on ningú sabia llegir, a part del seu pare, un agent de policia. El 2015 va declarar :"De fet, no tenia mestre: sóc el fill d'una biblioteca desordenada”.

#### Carrera com a periodista
El 1994 es va incorporar a Le Quotidien d'Oran com a periodista. L'any 1997 va publicar la seva primera columna diaria  "Raina raikoum" (“La nostra opinió, la teva opinió”) i durant vuit anys va exercir com a redactor en cap del diari.  El 2014 va iniciar una col·laboració amb el setmanari Le Point.  També ha col·laborat amb El Watan i al web Impact 24 a França, i amb el New York Times i La Repubblica.

#### Trajectòria literària
Pertany a la que es pot considerar la nova generació d'escriptors algerians francòfons, amb la  característica que ja no se sent directament vinculada a la guerra de la independència.
Després de publicar col·leccions de contes, el 2013 es va donar a conèixer als lectors francesos, a través de la seva primera novel·la "Meursault, contre-investigation". que va guanyar el premi Goncourt a la primera novel·la el 2015. Cal tenir en compte que Meursault, (francès d'Algèria), és el nom del narrador i personatge principal de la novel·la d'Albert Camus, L'estranger (1942).  El director Philippe Berling en va fer una adaptació al teatre amb el títol Meursaults, presentat al festival d'Avinyó 2015.
El 2002 va. publicar un recull dels seus articles, seguit de les novel·les La Fable du nain (2003) i Ô Pharaon (2004). El 2008 va publicar La Préface du nègre, una col·lecció de contes que es va reeditar el 2011 com a Le Minotaure 504.

#### Objectiu d'una fàtua
L'any 2014 un imam salafista radical a Algèria,Abdelfattah Hamadache Zeraoui, va emetre una fàtua, o decret religiós, que va considerar que Daoud era un "apòstat" i un "enemic" de l’islam.
Va demanar i va escriure que "si s'aplicava la xaria islàmica a Algèria, la sanció seria la mort per apostasia i heretgia". “ "Fem una crida pública al règim algerià. condemnar-lo a mort, per la seva guerra contra Déu, el seu Profeta, el seu Llibre, els musulmans i els seus països".
El 13 de desembre de 2014, al programa de Laurent Ruquier "On n'est pas couche" a France 2,  Daoud va declarar sobre la seva relació amb l'Islam:
“Continuo creient-ho: si no resolem la qüestió de Déu en l'anomenat món àrab, no rehabilitarem l'home, no avançarem. La qüestió religiosa s'està tornant vital al món àrab. Ho hem de decidir, ho hem de pensar per tirar endavant. »
Arran de la denúncia presentada per Daoud davant la justícia algeriana sobre aquestes amenaces públiques de mort fetes per l'imam, la justícia algeriana va dictar la seva sentència el 8 de març de 2016. L'advocat de la demandant va qualificar-la de "sense precedents": l'imam Abdelfattah Hamadach Zeraoui és condemnat a sis mesos de presó, i l'equivalent a una multa de 450 euros162. Tanmateix, aquesta condemna va ser anul·lada el juny de 2016 pel Tribunal d'Apel·lació d'Orà per “incompetència territorial”.

## Obres destacades
| Any  | Títol                           |
| ---- | ------------------------------- |
| 2003 | La Fable du nain                |
| 2005 | Ô Pharaon                       |
| 2008 | L'Arabe et le Vaste Pays de ô   |
| 2008 | La Préface du Nègre             |
| 2015 | Meursault, contre-investigation |
| 2024 | Houris                          |

## Premis
| Any  | Premi                                             |
| ---- | ------------------------------------------------- |
| 2008 | Prix littéraire "Mohamed Dib"                     |
| 2014 | Prix François-Mauriac de la région Aquitaine      |
| 2014 | Prix des cinq continents de la Francophonie       |
| 2015 | Prix Goncourt du premier roman                    |
| 2016 | Prix Jean-Luc-Lagardère du journaliste de l'année |
| 2018 | Prix Méditerranée                                 |
| 2019 | Prix mondial Simone et Cino-Del-Duca              |
| 2021 | Prix international de la Laïcité République       |
| 2024 | Prix Landerneau des lecteurs                      |

El 2024 va guanyar el Premi Goncourt 2024 , en la primera ronda de votacions, per sis vots, per la seva novel·la "Houris", publicada per Gallimard.
"Amb Houris, l'Académie Goncourt corona un llibre on el lirisme competeix amb la tragèdia, i que dóna veu al patiment vinculat a un període fosc a Algèria, el de les dones en particular. Aquesta novel·la mostra quanta literatura, en la seva alta llibertat d'auscultació. de la realitat, la seva densitat emocional, traça al costat de la història històrica d'un poble, un altre camí de la memòria" (text llegit per Philippe Claudel durant l'anunci del premi).